# Alois Jelen
Alois Jelen (Světlá, 11 de maig de 1801 - Chvaly, prop de Praga, 15 d'octubre de 1857) va ser un compositor, arxivista i patriota txec. Estudià filosofia a Praga i es distingí com a cantant; després de perdre la veu es dedicà a la composició musical, i no tardà a aconseguir gran popularitat. En acabar els seus estudis entrà en l'arxiu governamental de Bohèmia. El 1848 fou elegit diputat a Corts i més tard arxiver del Ministeri de Governació a Viena. Confegí una llarga sèrie de composicions corals que ocupen un lloc preeminent en la música txeca: Els boiars txecs; L'homenatge; L'amor; L'enyorança; L'amant infidel; Els himnes nacionals, etc.